# McKinney
McKinney är en stad i den amerikanska delstaten Texas med en yta av 151,5 km² och en folkmängd som uppgår till 127 671 invånare (2010). McKinney är administrativ huvudort i Collin County. Både staden och countyt har fått sina namn efter politikern Collin McKinney som var med om att underteckna Republiken Texas självständighetsförklaring.